# 教宗斯德望三世
德範三世（拉丁語：Stephanus PP. III；723年—772年1月24日）生於西西里岛，於767年8月7日至772年1月24日在位為教宗。

## 譯名列表
- 见教宗斯德望一世